# Course en ligne féminine aux championnats du monde de cyclisme sur route 2011
Navigation
2010 2012
La course en ligne féminine aux championnats du monde de cyclisme sur route 2011 a lieu le 24 septembre 2011 à Copenhague au Danemark. Cette édition est remportée par l'Italienne Giorgia Bronzini.

## Classement
|                                    | Coureuse                 | Pays           |    | Temps           |
| ---------------------------------- | ------------------------ | -------------- | -- | --------------- |
| Médaille d'or, Coupe du Monde      | Giorgia Bronzini         | Italie         | en | 3 h 21 min 28 s |
| Médaille d'argent, Coupe du Monde  | Marianne Vos             | Pays-Bas       | +  |                 |
| Médaille de bronze, Coupe du Monde | Ina Teutenberg           | Allemagne      |    |                 |
| 4                                  | Nicole Cooke             | Royaume-Uni    |    |                 |
| 5                                  | Julia Martisova          | Russie         |    |                 |
| 6                                  | Chloe Hosking            | Australie      |    |                 |
| 7                                  | Elizabeth Armitstead     | Royaume-Uni    |    |                 |
| 8                                  | Ludivine Henrion         | Belgique       |    |                 |
| 9                                  | Rasa Leleivytė           | Lituanie       |    |                 |
| 10                                 | Aude Biannic             | France         |    |                 |
| 11                                 | Svetlana Boubnenkova     | Russie         |    |                 |
| 12                                 | Joëlle Numainville       | Canada         |    |                 |
| 13                                 | Lise Nøstvold            | Norvège        |    |                 |
| 14                                 | Emma Johansson           | Suède          |    |                 |
| 15                                 | Grace Verbeke            | Belgique       |    |                 |
| 16                                 | Oxana Kozonchuk          | Russie         |    |                 |
| 17                                 | Leah Kirchmann           | Canada         |    |                 |
| 18                                 | Theresa Cliff-Ryan       | États-Unis     |    |                 |
| 19                                 | Paulina Brzeźna          | Pologne        |    |                 |
| 20                                 | Emilia Fahlin            | Suède          |    |                 |
| 21                                 | Liesbet De Vocht         | Belgique       |    |                 |
| 22                                 | Shelley Olds             | États-Unis     |    |                 |
| 23                                 | Ashleigh Moolman         | Afrique du Sud |    |                 |
| 24                                 | Annemiek van Vleuten     | Pays-Bas       |    |                 |
| 25                                 | Eneritz Iturriaga        | Espagne        |    |                 |
| 26                                 | Sylwia Kapusta           | Pologne        |    |                 |
| 27                                 | Alena Amialiusik         | Biélorussie    |    |                 |
| 28                                 | Vicki Whitelaw           | Australie      |    |                 |
| 29                                 | Christel Ferrier-Bruneau | France         |    |                 |
| 30                                 | Grete Treier             | Estonie        |    |                 |
| 31                                 | Olga Zabelinskaya        | Russie         |    |                 |
| 32                                 | Joanna van de Winkel     | Afrique du Sud |    |                 |
| 33                                 | Erinne Willock           | Canada         |    |                 |
| 34                                 | Cherise Taylor           | Afrique du Sud |    |                 |
| 35                                 | Pia Sundstedt            | Finlande       |    |                 |
| 36                                 | Rhae-Christie Shaw       | Canada         |    |                 |
| 37                                 | Sofie De Vuyst           | Belgique       |    |                 |
| 38                                 | Charlotte Becker         | Allemagne      |    |                 |
| 39                                 | Monia Baccaille          | Italie         |    |                 |
| 40                                 | Alessandra D'Ettorre     | Italie         |    |                 |
| 41                                 | Polona Batagelj          | Slovénie       |    |                 |
| 42                                 | Nathalie Lamborelle      | Luxembourg     |    |                 |
| 43                                 | Eivgenia Vysotska        | Ukraine        |    |                 |
| 44                                 | Mélodie Lesueur          | France         |    | 8 s             |
| 45                                 | Maaike Polspoel          | Belgique       |    | 8 s             |
| 46                                 | Paola Muñoz              | Chili          |    | 11 s            |
| 47                                 | Lucy Martin              | Royaume-Uni    |    | 11 s            |
| 48                                 | Flávia Oliveira          | Brésil         |    | 11 s            |
| 49                                 | Aleksandra Sošenko       | Lituanie       |    | 11 s            |
| 50                                 | Mayuko Hagiwara          | Japon          |    | 11 s            |
| 51                                 | Nontasin Chanpeng        | Thaïlande      |    | 11 s            |
| 52                                 | Rochelle Gilmore         | Australie      |    | 11 s            |
| 53                                 | Małgorzata Jasińska      | Pologne        |    | 11 s            |
| 54                                 | Jennifer Hohl            | Suisse         |    | 11 s            |
| 55                                 | Denise Ramsden           | Canada         |    | 11 s            |
| 56                                 | Sarah Düster             | Allemagne      |    | 11 s            |
| 57                                 | Elisa Longo Borghini     | Italie         |    | 17 s            |
| 58                                 | Kataržina Sosna          | Lituanie       |    | 17 s            |
| 59                                 | Judith Arndt             | Allemagne      |    | 17 s            |
| 60                                 | Lilibeth Chacón          | Venezuela      |    | 17 s            |
| 61                                 | Patricia Schwager        | Suisse         |    | 21 s            |
| 62                                 | Tetyana Ryabchenko       | Ukraine        |    | 21 s            |
| 63                                 | Noemi Cantele            | Italie         |    | 21 s            |
| 64                                 | Trixi Worrack            | Allemagne      |    | 27 s            |
| 65                                 | Katie Colclough          | Royaume-Uni    |    | 29 s            |
| 66                                 | Julie Leth               | Danemark       |    | 32 s            |
| 67                                 | Verónica Leal            | Mexique        |    | 39 s            |
| 68                                 | Angie González           | Venezuela      |    | 40 s            |
| 69                                 | Emma Pooley              | Royaume-Uni    |    | 40 s            |

|                      | Coureuse                | Pays             |  | Temps      |
| -------------------- | ----------------------- | ---------------- |  | ---------- |
| Autres compétitrices |                         |                  |  |            |
| 71                   | Émilie Aubry            | Suisse           |  | 41 s       |
| 72                   | Evelyn Stevens          | États-Unis       |  | 41 s       |
| 73                   | Amber Neben             | États-Unis       |  | 41 s       |
| 74                   | Martine Bras            | Pays-Bas         |  | 41 s       |
| 75                   | Danielys García         | Venezuela        |  | 41 s       |
| 76                   | Anna Sanchis Chafer     | Espagne          |  | 41 s       |
| 77                   | Inga Čilvinaitė         | Lituanie         |  | 41 s       |
| 78                   | Pascale Schnider        | Suisse           |  | 41 s       |
| 79                   | Fabienne Schaus         | Luxembourg       |  | 41 s       |
| 81                   | Sharon Laws             | Royaume-Uni      |  | 41 s       |
| 83                   | Carla Ryan              | Australie        |  | 41 s       |
| 85                   | Claudia Häusler         | Allemagne        |  | 41 s       |
| 87                   | Audrey Cordon           | France           |  | 41 s       |
| 88                   | Tara Whitten            | Canada           |  | 41 s       |
| 89                   | Shara Gillow            | Australie        |  | 47 s       |
| 90                   | Amanda Miller           | États-Unis       |  | 47 s       |
| 91                   | Lisa Brennauer          | Allemagne        |  | 47 s       |
| 93                   | Sara Mustonen           | Suède            |  | 50 s       |
| 94                   | Julie Krasniak          | France           |  | 57 s       |
| 95                   | Loes Gunnewijk          | Pays-Bas         |  | 1 min 4 s  |
| 96                   | Tatiana Antoshina       | Russie           |  | 1 min 8 s  |
| 97                   | Valentina Scandolara    | Italie           |  | 1 min 11 s |
| 98                   | Chantal Blaak           | Pays-Bas         |  | 1 min 17 s |
| 99                   | Kirsten Wild            | Pays-Bas         |  | 1 min 17 s |
| 100                  | Robyn de Groot          | Afrique du Sud   |  | 1 min 19 s |
| 102                  | Dorte Lohse Rasmussen   | Danemark         |  | 1 min 24 s |
| 103                  | Clara Hughes            | Canada           |  | 1 min 38 s |
| 104                  | Edita Janeliūnaitė      | Lituanie         |  | 2 min 5 s  |
| 105                  | Magdalena de Saint-Jean | France           |  | 2 min 5 s  |
| 106                  | Alexandra Bourchenkova  | Russie           |  | 2 min 13 s |
| 107                  | Emilie Møberg           | Norvège          |  | 2 min 16 s |
| 108                  | Tatiana Guderzo         | Italie           |  | 2 min 23 s |
| 109                  | Elena Cecchini          | Italie           |  | 2 min 23 s |
| 110                  | Amanda Spratt           | Australie        |  | 2 min 37 s |
| 111                  | Linda Villumsen         | Nouvelle-Zélande |  | 2 min 37 s |
| 112                  | Belén López             | Espagne          |  | 2 min 37 s |
| 115                  | Jessie MacLean          | Australie        |  | 4 min 23 s |
| 116                  | Evelyn Arys             | Belgique         |  | 4 min 23 s |
| 117                  | Jacqueline Hahn         | Autriche         |  | 4 min 23 s |
| 120                  | Thea Thorsen            | Norvège          |  | 8 min 52 s |